# Бердянський провулок (Київ)
Бердя́нський прову́лок — вулиця у Шевченківському районі міста Києва, місцевість Сирець. Пролягає від Бердянської вулиці до тупика.
Прилучається Ясногірська вулиця.

## Історія
Провулок виник у середині XX століття під назвою 887-ма Нова вулиця. Сучасну назву отримав у 1955 році.